# Flume (album)
Pour les articles homonymes, voir Flume (homonymie).
Albums de Flume
Sleepless EP
(2011) Lockjaw EP
(2014)
Singles
1. Left Alone (feat. Chet Faker)
Sortie : 4 février 2013
2. Holdin' On
Sortie : 8 avril 2013

Flume est le premier album studio de l'artiste de musique électronique australien Flume, sorti le 9 novembre 2012.

## Réception critique
Depuis sa sortie, l'album reçoit des critiques qui sont dans l'ensemble positives. Chez Metacritic par exemple, l'album reçu la note de 73/100, indiquant la mention generally favorable reviews.

## Liste des pistes
Toutes les chansons sont écrites et composées par Harley Streten.
| No  | Titre                                   | Durée |
| --- | --------------------------------------- | ----- |
| 1.  | Sintra                                  | 2:35  |
| 2.  | Holdin' On                              | 3:29  |
| 3.  | Left Alone (featuring Chet Faker)       | 3:29  |
| 4.  | Sleepless (featuring Jezzabell Doran)   | 3:51  |
| 5.  | On Top (featuring T.Shirt)              | 2:56  |
| 6.  | Stay Close                              | 3:33  |
| 7.  | Insane (featuring Moon Holiday)         | 2:30  |
| 8.  | Change                                  | 3:37  |
| 9.  | Ezra                                    | 4:05  |
| 10. | More Than You Thought                   | 2:12  |
| 11. | Space Cadet                             | 4:38  |
| 12. | Bring You Down (featuring George Maple) | 3:48  |
| 13. | Warm Thoughts                           | 4:10  |
| 14. | What You Need                           | 2:26  |
| 15. | Star Eyes                               |       |

## Crédits
- Harley Streten - production
- Nick Murphy - composition (piste no 2)
- Jezzabell Doran - composition (piste no 3)
- Jessica Higgs - composition
- Jesse Sewell - composition
- George Tryfonos - composition
- Alex Ward - composition
- Jay Ryves - directeur artistique

## Classements et certifications

### Classement hebdomadaire
| Classement                          | Meilleure position |
| ----------------------------------- | ------------------ |
| Australie (ARIA)                    | 1                  |
| Australian Independent Label Albums | 1                  |
| Belgique (Flandre Ultratop)         | 139                |
| Belgique (Wallonie Ultratop)        | 180                |
| Pays-Bas (Mega Album Top 100)       | 67                 |
| Nouvelle-Zélande (RIANZ)            | 12                 |

### Classements de fin d'année
| Classement (2012)              | Position |
| ------------------------------ | -------- |
| Australian Albums Chart        | 57       |
| Australian Artist Albums Chart | 14       |
| Classement (2013)              | Position |
| Australian Albums Chart        | 11       |
| Australian Artist Albums Chart | 1        |

### Certifications
| Pays      | Certification | Nombre d'exemplaires vendus |
| --------- | ------------- | --------------------------- |
| Australie | Disque d'or   | 140 000                     |